# In the Morning
In The Morning is een single van Razorlight. Het is de openingstrack van hun tweede album Razorlight. In het Verenigd Koninkrijk werd het een top 10-hit en in Nederland behaalde het nummer plaats 20 in de Mega Top 50. Dit is de eerste relatief grote hit die Razorlight in Nederland had.
Het nummer kent tekstueel kritiek op de maatschappij om zanger Johnny Borrell heen (The songs on the radio sound the same. Everybody just looks the same). Johnny Borrell wilde op het tweede album van Razorlight meer diepgang in de teksten. De zanger schrijft vaak kritische teksten. In The Morning is een typisch Razorlight-nummer.
In mei 2007 wordt het nummer opnieuw uitgebracht, omdat de band verwacht dat het nummer een even grote hit als hitsingle America kan worden. Het nummer werd Megahit op 3FM.

## Hitlijsten
| In The Morning in de UK Singles Chart Binnen: 2 juli 2006 | In The Morning in de UK Singles Chart Binnen: 2 juli 2006 | In The Morning in de UK Singles Chart Binnen: 2 juli 2006 | In The Morning in de UK Singles Chart Binnen: 2 juli 2006 | In The Morning in de UK Singles Chart Binnen: 2 juli 2006 | In The Morning in de UK Singles Chart Binnen: 2 juli 2006 | In The Morning in de UK Singles Chart Binnen: 2 juli 2006 | In The Morning in de UK Singles Chart Binnen: 2 juli 2006 | In The Morning in de UK Singles Chart Binnen: 2 juli 2006 |
| Week                                                      | 1                                                         | 2                                                         | 3                                                         | 4                                                         | 5                                                         | 6                                                         | 7                                                         | 8                                                         |
| --------------------------------------------------------- | --------------------------------------------------------- | --------------------------------------------------------- | --------------------------------------------------------- | --------------------------------------------------------- | --------------------------------------------------------- | --------------------------------------------------------- | --------------------------------------------------------- | --------------------------------------------------------- |
| Nummer                                                    | 15                                                        | 3                                                         | 7                                                         | 12                                                        | 16                                                        | 17                                                        | 18                                                        | 25                                                        |

| In The Morning in de Mega top 50 Binnen: 23 juli 2006 | In The Morning in de Mega top 50 Binnen: 23 juli 2006 | In The Morning in de Mega top 50 Binnen: 23 juli 2006 | In The Morning in de Mega top 50 Binnen: 23 juli 2006 | In The Morning in de Mega top 50 Binnen: 23 juli 2006 | In The Morning in de Mega top 50 Binnen: 23 juli 2006 | In The Morning in de Mega top 50 Binnen: 23 juli 2006 | In The Morning in de Mega top 50 Binnen: 23 juli 2006 | In The Morning in de Mega top 50 Binnen: 23 juli 2006 |
| Week                                                  | 1                                                     | 2                                                     | 3                                                     | 4                                                     | 5                                                     | 6                                                     | 7                                                     | 8                                                     |
| ----------------------------------------------------- | ----------------------------------------------------- | ----------------------------------------------------- | ----------------------------------------------------- | ----------------------------------------------------- | ----------------------------------------------------- | ----------------------------------------------------- | ----------------------------------------------------- | ----------------------------------------------------- |
| Nummer                                                | 42                                                    | 40                                                    | 37                                                    | 22                                                    | 20                                                    | 26                                                    | 39                                                    | uit                                                   |

| In The Morning (heruitgave) in de Mega top 50 Binnen: 26 mei 2007 | In The Morning (heruitgave) in de Mega top 50 Binnen: 26 mei 2007 | In The Morning (heruitgave) in de Mega top 50 Binnen: 26 mei 2007 | In The Morning (heruitgave) in de Mega top 50 Binnen: 26 mei 2007 | In The Morning (heruitgave) in de Mega top 50 Binnen: 26 mei 2007 | In The Morning (heruitgave) in de Mega top 50 Binnen: 26 mei 2007 | In The Morning (heruitgave) in de Mega top 50 Binnen: 26 mei 2007 | In The Morning (heruitgave) in de Mega top 50 Binnen: 26 mei 2007 |
| Week                                                              | 1                                                                 | 2                                                                 | 3                                                                 | 4                                                                 | 5                                                                 | 6                                                                 | 7                                                                 |
| ----------------------------------------------------------------- | ----------------------------------------------------------------- | ----------------------------------------------------------------- | ----------------------------------------------------------------- | ----------------------------------------------------------------- | ----------------------------------------------------------------- | ----------------------------------------------------------------- | ----------------------------------------------------------------- |
| Nummer                                                            | 44                                                                | 29                                                                | 22                                                                | 22                                                                | 29                                                                | 35                                                                | uit                                                               |

## Trivia
- In The Morning is tevens de titel van een single van de Britse band The Coral.